# Pterographium
Genre
Pterographium est un genre d'insectes lépidoptères de la famille des Riodinidae dont Pterographium sicora est le seul représentant.

## Dénomination
Le nom Pterographium a été donné par Hans Ferdinand Emil Julius Stichel en 1910.

## Espèce
Pterographium sicora (Hewitson, 1785); présent au Brésil.

### Source
- Pterographium sur funet